# 伊茲密爾阿塔圖克球場
伊茲密爾阿塔圖克球場（土耳其語：İzmir Atatürk Stadium）位於土耳其伊茲密爾的一座多功能體育場，它以土耳其政治家穆斯塔法·凯末尔·阿塔图尔克的名字命名。目前主要用於足球比賽，偶爾也用於田徑比賽。它於1971年開幕，最初可容納70,000名觀眾，但經過多次改造於2005年進行最近一次翻新，現在的容量為51,295名。阿勒泰偶爾在需要觀眾多的比賽中使用這座體育場。
這座體育場曾舉辦過1971年地中海運動會，1980年伊斯蘭運動會和2005年夏季世界大學運動會。此外體育場還在2009年舉辦土耳其盃決賽，當時比錫達斯以4-2擊敗費倫巴治，第八次贏得冠軍。
歌手迈克尔·杰克逊原計劃在1992年10月7日於這座體育場上演他的《Dangerous世界巡回演唱会》，但由於病情取消這場演出。
在1971年至2009年間，該體育場是土耳其國家足球隊的重要比賽場地，被稱為“無敵堡壘”。隨著土耳其國家足球隊遷至更現代化的阿塔圖克奧林匹克體育場，阿塔圖克體育場現在主要用於當地足球俱樂部的比賽，尤其是卡爾斯亞卡體育俱樂部（Karşıyaka）的主場比賽。此外體育場還擁有一條十道的田徑跑道，能夠舉辦各類田徑比賽。